# Barraca del Fondo del Tallaferro
La Barraca del Fondo del Tallaferro és una barraca de vinya de Calafell (Baix Penedès) protegida com a Bé Cultural d'Interès Local. El Fondo del Tallaferro és un barranc entre la Muntanya del Roig i la Muntanya del Bernat.

## Descripció
Es tracta d'una barraca troncocònica, que aprofita el desnivell del terreny, de planta semicircular amb un espai únic a l'interior. La porta d'entrada, que és situada a la cara est, és de forma rectangular i té forma rectangular i té una doble llinda de pedra. A l'interior, en el mur del costat sud, hi ha una fornícula quadrangular i, en el del costat nord, hi ha restes d'un esquerdejat de fang. En part aprofita el desnivell del terreny. La coberta és una volta cònica -o falsa cúpula- feta amb la superposició de filades de lloses planes, formant anells, el radi dels quals va decreixent progressivament. No hi ha lliris a coberta. Afegit al costat nord de la barraca hi ha un paravent, també de pedra seca.
Murs i volta realitzats amb peces irregulars de pedra unides en sec amb l'ajut de falques, també de pedra, de dimensions més petites. Els murs tenen un rebliment de predruscall.